# Пол Грифен
Пол Грифен (енгл. Paul Griffen; 30. март 1975) бивши је италијански професионални рагбиста, новозеландског порекла.
Родио се на Новом Зеланду, где је рагби национални спорт. Играо је за Блејктаун РФК и Линвуд РФК. Сезону 1997, провео је у Кантерберију у ИТМ Купу. 14 година играо је за Калвизано, са којим је освајао титулу првака Италије и италијански куп. Селектор Италије Џон Керван, га је позвао да игра за репрезентацију у купу шест нација 2004. Дебитовао је против "црвених ружа". Био је део селекције Италије, на светском купу 2007, где је одиграо три утакмице. Одиграо је и четири утакмице у купу шест нација 2009. Укупно је у дресу Италије одиграо 42 тест меча и постигао 13 поена.